# Маразлі
Маразлі́ (грец. Μαρασλής) — грецький рід, який найбільше розквіт у XIX — на початку XX століття в Одесі з часів Російській імперії. Родина Маразлі переселилася в Одесу з міста Філіппополя (нині Пловдив, Болгарія) за часів панування на тих землях Османської імперії. найвідомішим з представників роду є Григорій Маразлі — одеський міський голова.

## Історія роду

### Григорій Іванович
Батька Григорія звали Григорій Іванович Маразлі (близ. 1770/80 — 1853), він вів торгові
справи в Херсоні і Таганрозі, а в 1803 році оселився в Одесі, тоді ще зовсім юному місті. Заняття хлібним експортом склало йому великий капітал, який, будучи примножений його сином, склав матеріальну базу широких пожертвувань останнього. Згодом Григорій Іванович отримав звання почесного громадянина.
До речі, перша спроба звести рід Маразлі до дворян була зроблена саме Григорієм Івановичем у травні 1848 року, коли князь Михайло Воронцов направив на ім'я міністра юстиції графа Віктора Паніна відношення «про дворянську гідність почесного громадянина Григорія Маразлі». 7 серпня того ж року граф Панін відповідав князю Воронцову:
«Я знаходжу, що вони [документи] не відповідають вимогам у 75 ст. т. IX Зв. законів (вид. 1842 р.) поясненим, бо ними ж не доводиться, щоб він або предки його набули в російській службі чини та ордени, що доводять дворянську гідність.»
Дружиною Григорія Івановича була дочка купця 1-ї гільдії Зоя(Зойтця) Федорівна Феодоріді (1793–1869), вона ж і була матір'ю Григорія Григоровича та ще двох дітей — Іраклія (Перикла) (нар. і пом. у 1819 році у віці 4 місяців) та доньки Євридики (1820 — 1867, Париж).
Можливо, це був другий шлюб Григорія Івановича, тому що в 1821 році як хрещена мати, при хрещенні дочки одеського купця Афродіти Іоанівни Білої, у грецькій Свято-Троїцькій церкві в Одесі записана Фотина Григорівна Маразлі, крім того, вона позначена в метриці також як дочка одеського купця. Враховуючи велику різницю у віці Григорія Івановича та Зої Федорівни, це цілком можливо. Інших відомостей про Фотину Маразлі поки не відомо.

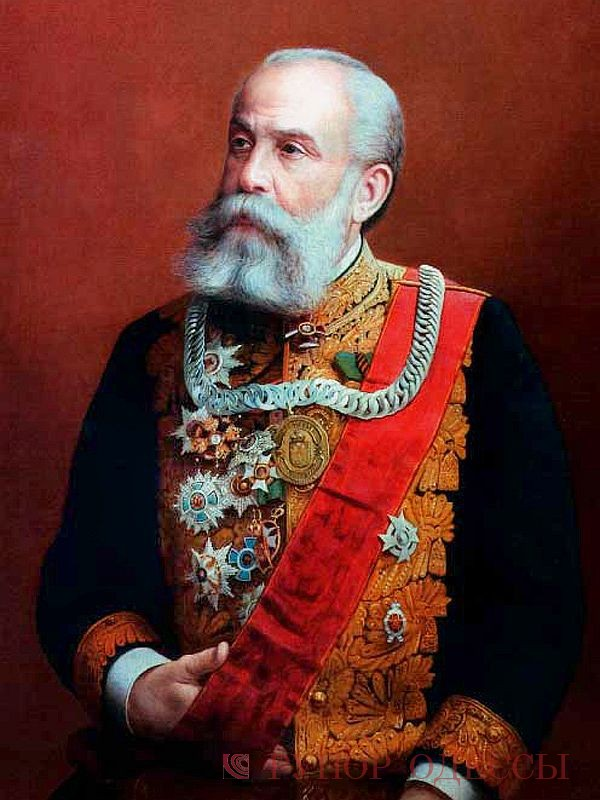
Григорій Григорович Маразлі, 1893 рік

### Григорій Григорович
У 1903 році в Одесі Григорій Маразлі одружився з Марією Фердинандівною Кіч (до шлюбу Наркевич, біля 1858 — 1945). Марія Фердинандівна була дочкою землевласників Херсонської губернії: полковника 10-го Інгерманландського гусарського полку Фердинанда Францовича Наркевича (1824–1879) і Катерини Петрівни Курдіманової (пом. 1913). У першому шлюбі вона була з дійсним статським радником (1899) головою Одеського комерційного суду (1884–1902) Павлом Миколайовичем Кічем (1846–1905), після розлучення з яким одружилася з Маразлі. Від першого шлюбу у неї були діти Пилип (нар. 1879) та Катерина (нар. 1882). Від шлюбу Григорія Григоровича з Марією Кіч не залишилося потомства.

### Інші Маразлі в Одесі
Крім сім'ї Маразлі, про яку йде мова в статті, в Одесі жили інші носії того ж прізвища — одеські міщани, такі ж «іноземні греки», про спорідненість яких з героями статті не відомо. Крім того, були ще Аккерманські (нині Білгород-Дністровський) купці з таким же прізвищем, до того ж хрещеною матір'ю дочки аккерманського купця Віри Олександрівни Маразлі, хрещеної в 1840 році в Одесі, була Євридика Григорівна Маразлі. Скоріш за все, вони були у родинних стосунках. Також в Одесі 6 лютого 1870 помер Костянтин Іванович Маразлі 88 років, згідно з метричним записом, «дворянин». Однак у дворянську гідність Російської імперії в 1875 році був зведений тільки майбутній міський голова Одеси Г. Г. Маразлі.

### Євридика Григорівна Сафонова (Маразлі) та її сім'я
В 1841 році в Одесі одружилася зі Степаном Васильовичем Сафоновим (1806, Катеринослав — 1862, Санкт-Петербург). Семен Сафонов — син секретаря Катеринославської духовної консисторії надвірного радника Василія Васильовича Сафонова (бл. 1770–1825) та його дружини Марії Стефанівни (бл. 1779 — не раніше 1814). У 1825 році після закінчення Харківського університету вступив на службу до канцелярії Новоросійського генерал-губернатора графа Михайла Воронцова (1782–1856, з 1845 — князь), у тому ж році призначений до нього чиновником з особливих доручень, виконуючи одне
тимчасово обов'язки особистого секретаря. У 1826 році — титулярний радник, в 1829 роцй — колезький асесор, в 1834 році — надвірний радник, в 1837 році — колезький радник, в 1840 році — статський радник, в 1843 році — дійсний статський радник. Після призначення в 1845 році князя Михайла Воронцова Намісником кавказьким Сафонов був у Тифлісі директором цивільної канцелярії. Невідлучно перебував при князі, він вів його щоденник і мав славу його любімцем. Семен Сафонов був діючим членом Імператорського товариства сільського господарства Південної Росії (обраний в 1842 році) та Одеського товариства історії і старожитносте, одним із засновників якого він був (обраний в 1839 році, з 1842 році — віце-президент цього товариства). Сафонову належить декілька історичних робіт, що друкувалися у «Записках» Товариства історії та старожитностей, «Одеському віснику» та місцевих альманахах: «Етна» (1834 рік), «Залишки грецьких легіонів у Росії, або Нинішнє населення Балаклави» (1844 рік), "Записка про сербську справу 1752 року, що пояснює непряму політику Австрії у справі заселення Росією Нової Сербії " (1858 рік), а також декілька окремих книг: «Опис чуми, яка спіткала Одесу в 1837 році» (1838 рік) (в боротьбі з якою він брав діяльну участь, за що був нагороджений орденом Св. Володимира III ступеня та золотою медаллю), і переклад з англійської брошури «Погляд на вигоди торговельних зносин між Францією і Англією» (1836 рік).
Його вдова (Євридика Григорівна) оселилася в Парижі (тут в жовтні 1862 року, через півроку після кончини Степана Васильовича, народилася їхня остання дитина, дочка Зоя), де і померла в 1867 році і була похована на кладовищі Монмартр (в 1869 році поряд з нею була похована її мати Зоя Федорівна Маразлі, їхні могили збереглися до наших днів). Згідно з написами французькою на надгробному хресті, концесія на поховання вічна.
Від цього шлюбу народилося семеро дітей. Четверо з них дожили до зрілих років: Степан (1851, Париж — 1890, Вінниця) та Олександр Степановичі, Марія і Зоя Степанівни, а троє померли в дитинстві: Михайло (1846, Одеса — 1847, там само), Григорій (1848, Одеса — 1849, там само) та Микола Степановичі (1852, Одеса, — ?).

### Діти Сафонових
Хрещеним батьком Михайла Степановича Сафонова був його дядько Григорій Маразлі, на той момент «син одеського почесного громадянина», як записано в метриці, та Єлизавета Ксаверіївна Браницька (а через деякий час Воронцова), майбутня дружина князя Михайла Воронцова, генерал-губернатора Новоросії і намісника Бессарабого
Хрещеним батьком Григорія Степановича Сафонова був вже сам князь Воронцов, якого заміщав дід немовляти Григорій Іванович Маразлі. Цей факт свідчить про добре ставлення князя до сім'ї свого улюбленця (ймовірно, свого старшого сина С. В. Сафонов назвав Михайлом на честь свого начальника і покровителя).
Степан Степанович Сафонов — у 1875 році значиться в чині виконуючого обов'язки губернського секретаря в департаменті внутрішніх відносин міністерства закордонних справ. З 1877 року він також є членом Санкт-Петербурзької ради дитячих притулків відомства установ імператриці Марії (з 1880 — почесний член цієї ради). Він продовжував служити в МЗС аж до 1887 року, підвищуючись в чинах і переміщаючись за місцем служби, причому
в 1886–1887 роках він числиться при посольстві в Парижі. З 1879 року в званні камер-юнкеру двору його імператорської величності. На момент кончини був надвірним радником, вінницьким повітовим ватажком дворянства (з 1888 року) і кавалером орденів Св. Станіслава II ступеня, австрійського Франца-Йосипа Кавалерського хреста, іспанського Ізабелли католицької Кавалерського хреста, мав бронзову медаль в пам'ять Св. Коронування їх імператорських велічесті. 9 січня 1890, через кілька днів після його кончини, відбулося перенесення праху на Старий цвинтар Одеси. На похороні був присутній дядько покійного Григорій Маразлі і шурин С. І. Толстой (який на той момент тимчасово мав посаду одеського градоначальника).
Відомостей про Миколу Степановича Сафонова (нар. 1852), окрім як в метриці про його хрещення, виявити не вдалося.
Олександр Степанович Сафонов (1855—1908, Ніцца) обрав військову кар'єру, в 1874 році вступивши рядовим на правах однорічника 1-го розряду в гусарській Лейб-гвардії його величності полк. У 1884 році дослужився до ад'ютанта командуючого військами Одеського військового округу із зарахуванням по армійської кавалерії і з перейменуванням в підполковники. У 1886 році він вийшов у відставку з нагородженням наступним чином (тобто полковником) і мундиром, «зобов'язуючись казенного змісту не просити». Він брав участь у російсько-турецької війни (1877—1878) (з грудня 1877 до січня 1878 року брав участь в авангардних боях під Філіппополем), за що був нагороджений орденами й медалями. Крім майна, яке перейшло йому за заповітом від дядька, Григорія Маразлі (готівка, частину нерухомого майна, що не входить в майорат, і рухоме майно), йому належало село Пиків (де він і був похований) і села Пиків-Новий та Жигалівка у Вінницькому повіті Подільської губернії, а також вілла в Ніцці, де він проводив велику частину часу. Переживши дядька на півтора року, він помер у Ніцці 22 жовтня 1908 у віці 53 лет.
Марія Степанівна Сафонова (1842–1927, Ніцца) дружина Сергія Івановича Толстого (1838, Санкт-Петербург — 1897, Санкт-Петербург), представника нетитулованих гілки роду Толстих. Він був сином таємного радника і сенатора Івана Миколайовича Толстого (1792–1854) та Олени Олексіївни, уродженої княжни Щербатової (1808–1888).
Марія Степанівна Толста в різний час брала участь в різних благодійних установах Санкт-Петербурга. Так, з середини 1860-х до 1868 року вона помічниця попечительки притулку «Утіна», з 1868 — попечителька цього ж притулку. У 1870-их роках вона піклувальниця притулку «В пам'ять 19 лютого 1861», в 1910-их роках — Помічниця піклувальниці школи принцеси Євгенії Максиміліанівни Ольденбурзької, що підкоряється Імператорській жіночому патріотичному суспільству, і членкиня комітету піклування государині імператриці Марії
Федорівни про глухонімих. Також вона була помічницею голови Петербурзького жіночого благодійного тюремного комітету. Разом з родиною сина Петра Сергійовича вона емігрувала до Франції, де і померла. Від шлюбу Сергія Толстого та Марії Сафонової народилося четверо дочок і два сина.

### Діти Толстих
Старший син Іван Сергійович Толстой помер дитиною в 1884 році у Плоцьку.
Молодший, Петро Сергійович Толстой, народився в 1876 році у родовому маєтку Толстих Нові Яльці Осташківського повіту Тверської губернії (Нині турбаза «Селігер»). У 1887 зарахований у пажі до височайшого двору, в 1888 відправлений до Пажеського корпусу, в 1896 проведений в камер-пажі найвищого двору. У 1897 прикомандирований до Кавалергардського її величності государині імператриці Марії Федорівни полку на правах естандарт-юнкера, потім переведений в корнети в цей полк. У 1901 тимчасово командував 2-м ескадроном полку, в тому ж році підвищений до поручика. У 1905 переведений в штабсротмістри. У 1907 нагороджений орденом Св. Станіслава III ступеня. У 1908 тимчасово командував ескадроном її величності. У 1909 — здобув посаду полкового ад'ютанта, з 1909 по 1911 — член полкового суду. У 1911 переведений з 2-го в 3-й ескадрон і призначений його командувачем, в тому ж році зроблений ротмістром. У 1911 відрахований від посади командира 3-го ескадрону, нагороджений орденом Св. Анни III ступеня. У 1912 призначений складатися при його імператорської високості великого князя Дмитрі Павловичі і підвищений в полковники.

## Дворянство
Як вже було зазначено вище, представники роду Маразлі вже пробували здобути дворянство для своєї сім'ї, але перша спроба була приречена на поразку. У 1863 році Григорій Григорович подав у Бесарабське дворянське депутатське зібрання прохання про причислення його до бесарабського дворянства, до того ж, згідно з джерелами, у цей час Маразлі вже був спадковим дворянином Херсонської губернії, як і його батько, що не знаходить підтвердження, згідно з іншими документами. У грудні того ж року Бесарабське депутатське дворянське зібрання винесло ухвалу про причислення Григорія Григоровича до місцевого дворянства, але це рішення не було приведено у виконання, оскільки прохач забрав своє прохання і документи назад.
3 лютого 1875 року Григорій Григорович Маразлі звернувся з проханням на ім'я голови дворянства Одеського повіту Херсонської губернії І. І. Куріса, в якому просив останнього клопотати про внесення його в число дворян Херсонської губернії. І. І. Куріс 7 лютого звернувся до Херсонського дворянського депутатського зібрання з проханням про затвердження Г. Г. Маразлі в спадковому дворянстві Херсонської губернії на підставі подарованого йому чину. 29 березня 1875 Г. Г. Маразлі було надано спадкову дворянську гідність і занесено до III частини дворянської родової книги. 12 січня 1876 Григорій Маразлі подав прохання про дарування йому герба, яке сталося 9 серпня 1879.

## Родовід

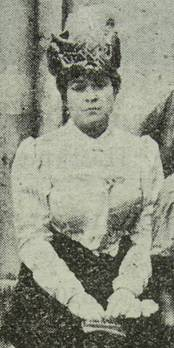
Марія Фердинандівна Кіч-Маразлі (Наркевич), 1900 рік

I
- Іван Маразлі — батько Григорія Івановича

II
- Григорій Іванович Маразлі (1770—1780, Філіппополь — 1853, Одеса) — купець, почесний громадянин Одеси.

+ NN (можливо)
+ Зоя (Зойтця) Федорівна Феодоріді (1793—1869, Париж) — дочка купця 1-ї гільдії
III
- Фотина Григорівна(можливо) Маразлі
- Іраклій (Перикл) Григорович Маразлі (1819, Одеса) — Помер у дитинстві
- Євридика Григорівна Маразлі (1820, Одеса — 1867, Париж)

+ Степан Васильович Сафонов (1806, Катеринослав — 1862, Санкт-Петербург) 
- Григорій Григорович Маразлі (1831, Одеса - 1907, Одеса) — меценат, філантроп, громадський діяч, Одеський міський голова

+ Марія Фердинандівна Кіч (Наркевич) (1858—1945) 
IV
- Марія Степанівна Сафонова (1842—1927, Ніцца)

+ Сергій Іванович Толстой (1838, Санкт-Петербург — 1897, Санкт-Петербург)
- Михайло Степанович Сафонов (1846, Одеса — 1847, там само) — помер у дитинстві
- Григорій Степанович Сафонов (1848, Одеса — 1849, там само) — помер у дитинстві
- Степан Степанович Сафонов (1851, Париж — 1890, Вінниця)
- Микола Степанович Сафонов (1852, Одеса — ?)
- Олександр Степанович Сафонов (1855—1908, Ніцца)
- Зоя Степанівна Сафонова (жовтень 1862, Париж — ?)

V
- Іван Сергійович Толстой (? — 1884, Плоцьк) — помер у дитинстві
- Петро Сергійович Толстой (1876 — ?)